# شاهزاده فوشیمینومیا ساداکیو
伏見宮貞清親王 (به ژاپنی: 伏見宮貞清親王 ふしみのみや さだきよしんのう)، از خانواده امپراتور ژاپن، فرزندخوانده امپراتور گو-یوزی و پدر آکیکوجوئو (顕子女王) نام دوران کودکی آسامیاکو؛ (تولد ۱۸۳۵ – مرگ ۱۸۹۴)، یک زن در دوره ادو، زن اصلی (سی‌شیتسو) یا میدای‌دوکورو شوگون چهارم توکوگاوا ایه‌تسونا بود. دختر دیگر او تروکوجوئو (照子女王) همسر توکوگاوا میتسوسادا نوه ایه‌یاسو بود.